# Ivan Tabaj
Ivan Tabaj (latinsko Joannes Tabaj), slovenski katoliški duhovnik, cesarsko-kraljevi profesor verouka, nató častni profesor, narodni delavec, * 24. marec 1879, Štandrež pri Gorici, † 30. november 1939, Štandrež pri Gorici.

## Zgodnje življenje
Bil je sin znanega krojača Janeza Tabaja iz Štandreža št. 5 in Marije Golja. Imel je štiri starejše brate, Andreja, Alojzija, Blaža in Antona ter sestri Marijo in Leopoldino in še tri brate in sestre, ki so zgodaj umrli. Andrej Tabaj je bil tudi duhovnik in profesor verouka, medtem ko Blaž je bil žandarm oz. orožnik in od 26. marca 1905 občinski obhodnik v Štandrežu (črnovojnik in četovodja (vodnik) v prvi svetovni vojni).. Brat Anton je bil pisar na sodišču v Gorici; Alojzij je pa bil trgovec v Štandrežu, na Velikem Dolu in v Trstu. Ivan je po pripravnici leta 1892 začel obiskovati goriško gimnazijo; maturiral je leta 1900. Od leta 1900 do 1904 je bil v goriškem bogoslovju. Bil je posvečen v mašnika 31. julija 1904. 7. avgusta 1904 je imel novo mašo v cerkvi v Štandrežu.

## Službovanje
14. oktobra 1904 ga je nadškof Andrej Jordan imenoval za prefekta v goriškem deškem semenišču. Že 31. oktobra 1904 je prejel imenovanje za kanclista v nadškofijski pisarni. Leta 1905 je postal kaplan na Placuti, kjer je ostal do leta 1911. Istočasno je do leta 1907 vodil Alojzijevišče v Gorici. Prejel je imenovanje za pomožnega kateheta na višji državni gimnaziji; njegov predhodnik je bil Alojzij Fogar. V tem obdobju so bili njegovi kolegi Karel Capuder, Andrej Ipavec, Rudolf Lavrenčič, Gustav Novak, Nikolaj Omersa, Fran Orešec, Karel Ozvald, Anton Šantel in Ludvik Vazzaz, pa tudi Richard von Schubert-Soldern, Emilio Turus, Franz X. Zimmermann, Janko Bratina, Anton Gvajc; njegovi dijaki so pa bili tudi kasnejši duhovnik in hrvaški javni delavec Herman Trdan, zgodovinar Milko Kos, zdravnik in soustanovitelj Dentistične šole in njen prvi ravnatelj Rado Sfiligoj ter odvetnik in planinski pisec Viktor Vovk. Bodisi dijaki kot profesorji so pustili pomembno sled v kulturni zgodovini širše regije. Ker so bile paralelke v tistih letih ločene po narodnosti le od 1. do 3. razreda, je poučeval tudi v narodnostno mešanih razredih in med dijaki teh razredov, ki so kasneje postali znani, najdemo na primer italijanskega pesnika Biagia Marina, arhitekta Umberta Cuzzija, germanista in prevajalca Ervina Pocarja in umetnostnega zgodovinarja Antonia Morassija. 7. julija 1912 je bil dokončno imenovan za rednega kateheta na slovenski paralelki goriške gimnazije, ki so jo ustanovili leta 1910 in na kateri je bil pouk že popolnoma v slovenščini. Njegovi kolegi v učiteljskem zboru so bili profesorji Janko Bezjak, Rudolf Cvetko (prvi Slovenec, ki je osvojil olimpijsko medaljo, na olimpijskih igrah v Stockholmu leta 1912), Edvard Dolinšek, Andrej Ipavec, Rudolf Lavrenčič, Martin Mastnak, Karol Pirjevec, Fran Povšič, Karol Prijatelj, Jakob Cimermann, Fran Devetak, Matija Rauter, Anton Sovre, Ivan Steblovnik, Josip Marold, Ivan Mercina, Ivan Vouk, Ivan Žnidarčič, Simon Šturm in šolski zdravnik Leo Wolfer.
Med njegovimi dijaki v tem obdobju najdemo tudi Alberta Rejca, kasnejšega političnega vodjo tajne organizacije TIGR, kasnejše zdravnike Lamberta Mermoljo, Stanislava Pavlico, Vilmo Dominko ter Lojzeta Simonitija, kasnejšega pesnika Ludvika Zorzuta, šolnika in publicista Huberta Močnika, bodočega poslanca v Rimu Engelberta Besednjaka, novinarja Rada Bednařika, kasnejšega duhovnika in dobrotnika Viktorja Kosa in slovenskega polkovnika ameriške vojske, vojaškega obveščevalca ter soustanovitelja ameriške obveščevalne službe Cia Andreja (Andrew) Kobala - Andyja. Kar se Alberta Rejca tiče, velja omeniti tajni dokument UDBE z dne 31. maj 1948, v katerem med drugim piše: »[…] Rejc Albert je gimnazijo študiral v Gorici. Že takrat je bil zelo miren, pobožen ter popolnoma pod vplivom duhovnikov. […]« Leta 1913 je začela delovati samostojna slovenska gimnazija, na kateri je Ivan Tabaj še naprej poučeval kot redni katehet. V okviru gimnazije je bil med soustanovitelji »Podpornega zaloga 'Simon Gregorčič' za uboge učence cesarsko kraljeve slovenske gimnazije v Gorici«, ki je »podpiralo revne učence kmečkih starišev«. Bil je tudi v odboru »Dijaške mize«, tj. študentske menze v Alojzijevišču, ki je v šolskem letu 1912/1913 brezplačno ali za majhno plačilo skrbela za kuhane obroke za slovenske učence goriških šol. Za nekaj časa je prevzel tudi službo knjižničarja obsežne dijaške knjižnice (nasledil ga je Anton Sovre). Konec leta 1915 je na ljubljanski c. kr. višji realki prevzel ure pesnika in teologa Mihaela Opeke, ki je bil imenovan za c. kr. deželnega šolskega nadzornika. V Ljubljani je bil član inšpekcijske konference za srednje šole skupaj s kanonikom in zgodovinarjem Josipom Grudnom, s konzistorialnim svetnikom, zgodovinarjem in pisateljem Francem Pernetom, z bogoslovnim in nabožnim pisateljem Gregorjem Pečjakom, s katehetskim in nabožnim piscem Alfonzom Levičnikom, s pesnikom, pisateljem, dramatikom in urednikom Alojzijem Merharjem, s teologom, pedagogom in častnim doktorjem Josipom Demšarjem, s cerkvenim govornikom, pisateljem in teologom Josipom Jeršetom in s Andrejem Plečnikom, ki je bil brat arhitekta Jožeta Plečnika ter njegov teološki referent pri ustvarjanju sakralnih prostorov . Med prvo svetovno vojno je nekaj časa živel in delal v Trstu; prav v Trstu je decembra 1916 maševal v kapucinski cerkvi za umrlega cesarja Franca Jožefa. Po prvi svetovni vojni in posledičnem prihodu Italije je italijanska država začela izvajati velik pritisk na slovensko narodno skupnost, še posebno na intelektualce, učitelje in profesorje. Leta 1919 je Ivan Tabaj še bil član maturitetne izpitne komisije za slovenske dijake v Gorici, skupaj s kolegi Andrejem Budalom, Giovannijem Lorenzonijem, Andrejem Ipavcem, Robertom Kendo,Karlom Pirjevcem, Josipom Pavlinom in Umbertom Bonnesom. Leta 1923 so ga italijanske fašistične oblasti še pred Gentilejevo šolsko reformo, ki je predvidevala ukinitev slovenskih šol na zasedenem ozemlju Primorske, nasilno upokojile in mu hudo zagrenile življenje (kot zanimivost: bivši Tabajev dijak, italijanski pesnik Biagio Marin, je takoj po prvi svetovni vojni na rimski Univerzi bil priljubljen študent avtorja protislovenske šolske reforme Giovannija Gentileja). Ivanovega brata Andreja je kot narodno zavednega Slovenca doletela ista usoda že dve leti prej: oktobra 1920 so šolske oblasti zahtevale, da se predčasno upokoji ali da gre za kateheta na učiteljišče v Tolmin; izbral je pouk v Tolminu, a oktobra 1921 so ga vseeno prisilno upokojili (v tistem obdobju sta bila predsednika italijanske vlade levičarja Giovanni Giolitti in Ivanoe Bonomi, ministra za šolstvo pa filozof Benedetto Croce in fizik Orso Mario Corbino). Po upokojitvi se je Ivan Tabaj, hudo izmučen zaradi nevzdržnega pritiska nanj, umaknil v Štandrež, kjer je pomagal župniku Jožefu Kosovelu. Od leta 1926 je bil s patrom Sofronijem Kozlevčarjem edini slovenski spovednik v baziliki na Sveti Gori pod italijansko zasedbo.  Stalno šikaniranje italijanskih oblasti, katerim se je - kolikor se je dalo - upiral (na primer je dosledno odbijal vse poskuse, da bi mu poitalijančili priimek), je še dodatno poslabšalo njegovo zdravstveno stanje, ki je bilo že načeto, saj je že več let bolehal za epilepsijo. Časopis Slovenec je že leta 1917 poročal o hujšem napadu te bolezni med sveto mašo v ljubljanski stolnici. Nič manj stresno obdobje po prvi svetovni vojni je, kot rečeno, negativno vplivalo na zdravstveno stanje upokojenega častnega profesorja Tabaja. Ob nekem ponovnem napadu bolezni so ga odpeljali v goriško bolnišnico. Ko se je vrnil, je domačim pripovedoval o fizičnih in moralnih ponižanjih, ki jih je kot Slovenec bil deležen med "zdravljenjem", vključno z grožnjo, da ga bodo internirali v umobolnico. Domačim je ukazal, naj ga - ob morebitnem novem napadu - raje zaprejo v štalo. 
Leta 1928 mu je umrl brat Andrej, ki po fašističnem fizičnem napadu, ki ga je doživel v Vidmu, si ni več opomogel.

## Smrt in pokop
Umrl je leta 30. novembra 1939. O njegovi smrti sta poročala tudi časopisa Slovenski list iz Buenos Airesa ter “Amerikanski Slovenec”, katerega so tiskali v ameriškem mestu Chicago (italijanske oblasti so že mnogo let prej ukinile slovenske časopise na okupiranem ozemlju Primorske); po krajšem življenjepisu je novinar časopisa Amerikanski Slovenec napisal, da je Ivan Tabaj služboval v Gorici (na semenišču in na gimnaziji), ker ga “podeželska dušnopastirska služba ni veselila”. Italijanske oblasti, ki so mu onemogočile službovanje v Gorici, so po njegovi smrti celo prepovedale pokop na domačem pokopališču v Štandrežu. Ivan Tabaj je bil sprva pokopan v Gorici; šele po drugi svetovni vojni so ga prekopali in zdaj počiva v Štandrežu z bratom Andrejem in z nečakom Andrejem (sin Blaža Tabaja) s soprogo Marijo Gleščič.